# Bandadrápa
Le Bandadrápa est un poème médiéval, seule œuvre connue du scalde Eyjólfr dáðaskáld. il fut probablement composé vers 1010.
Huit stances et un refrain du Bandadrápa sont repris dans les sagas royales, notamment la Heimskringla et le Skáldskaparmál. Le contenu du poème est également résumé dans la Fagrskinna. Les parties connues du Bandadrápa comptent les premiers faits du jarl Éric Håkonsson : le meurtre de Skopti, l'accession au titre de jarl, les raids dans la Baltique et l'attaque de Ladoga. D'après le résumé de la Fagrskinna, le poème complet était bien plus long, s'étendant jusqu'à la bataille de Svolder et après.